# Prästkrageskinnbagge
Prästkrageskinnbagge (Catoplatus fabricii) är en art i insektsordningen halvvingar som tillhör familjen nätskinnbaggar.

## Kännetecken
Prästkrageskinnbaggen hittas som dess trivialnamn antyder på prästkragar. Den har en oval och ganska platt kroppsform och dess kroppslängd är 3,7 till 4,5 millimeter. Täckvingarna och halsskölden är nätmönstrade och halsskölden är något förlängd bakåt så att den döljer skutellen. Prästkrageskinnbaggen har korta och kraftiga antenner och dess färg är grågul till gulbrun, med ett mönster av svarta fläckar.

## Utbredning
Prästkrageskinnbaggen finns i mellersta Europa och österut till Kaukasus. Den finns också i England och Baltikum, samt i Skandinavien. I Sverige har den tidigare hittats från Skåne till Ångermanland, men numera tros den vara försvunnen från stora delar av sitt tidigare utbredningsområde.

### Status
Prästkrageskinnbaggen är i Sverige klassad som starkt hotad av ArtDatabanken. Endast nio fynd har gjort gjorts av arten efter år 1950. I Norge är den klassad som akut hotad och i Finland som sårbar. Orsaken till dess tillbakagång är inte helt känt, men det är troligt att de stora förändringarna i jordbrukslandskapet under 1900-talet har påverkat arten. 
Idag förekommer prästkrageskinnbaggen i Sverige endast på ett fåtal utspridda lokaler. Detta gör de enskilda populationerna extra känsliga för tillfälliga störningar, eftersom en kraftig minskning eller utslagning då inte i samma grad kan återhämtas genom återkolonisering från andra populationer. Föreslagna bevarandeåtgärder är att bestånden av prästkrageskinnbaggens värdväxt prästkrage gynnas i de områden där den förekommer.

## Levnadssätt
Prästkrageskinnbaggens habitat är varma, torra och öppna områden som till exempel ängar, där dess värdväxt prästkragen växer. I Sverige övervintrar prästkrageskinnbaggen som imago, gömd i skyddande vegetation som mossa. På våren lägger honan ägg och en ny generation prästkrageskinnbaggar visar sig som fullbildade insekter till sommaren. 